# Nalewajki

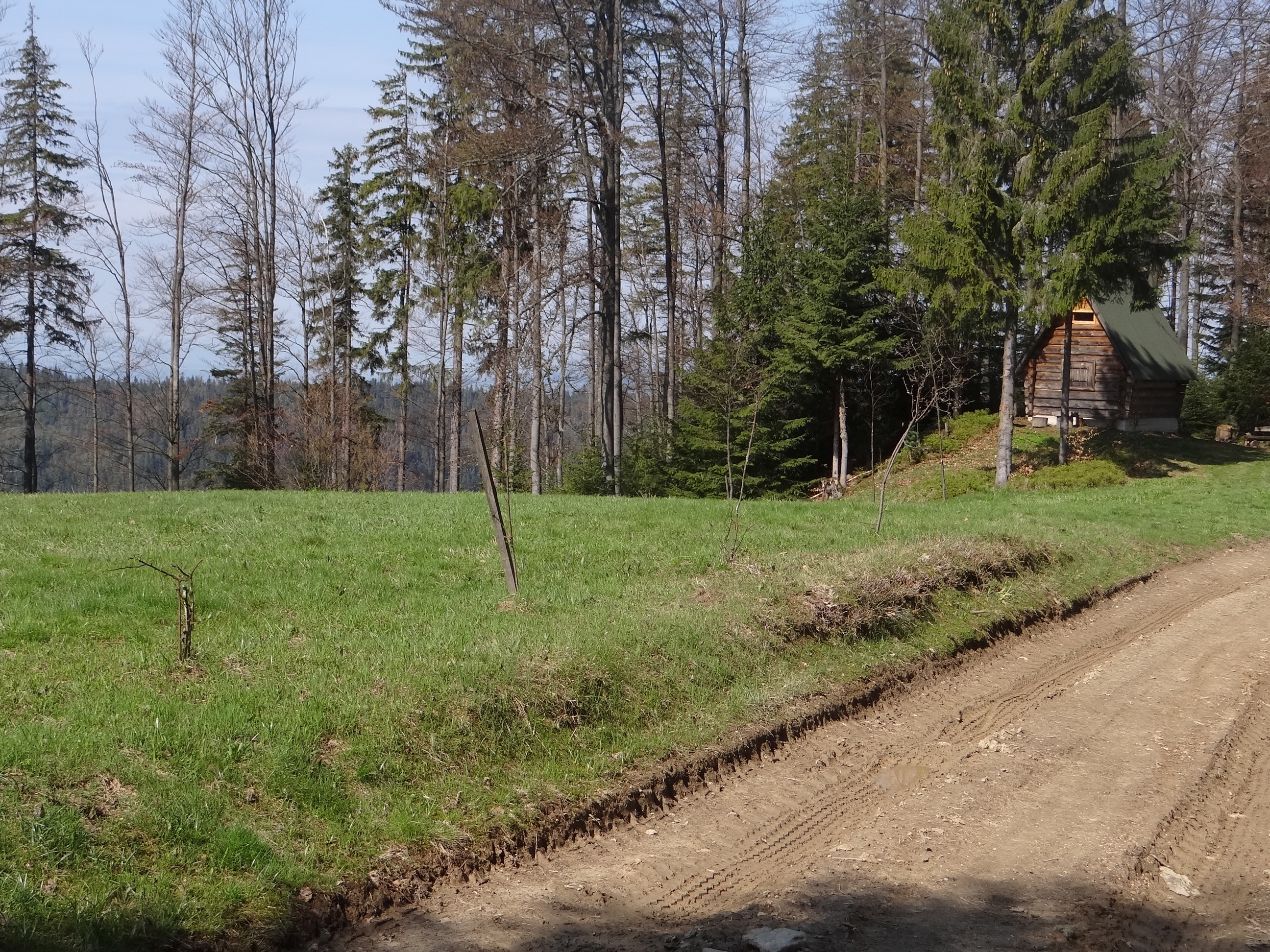

Nalewajki – polana w Gorcach. Położona jest na wysokości około 1090 m  na zachodnim grzbiecie szczytu Średni Wierch, w obrębie miejscowości Obidowa. Dawniej była to hala pasterska należąca do miejscowości Obidowa. Z powodu nieopłacalności ekonomicznej od dawna zaprzestano jej użytkowania. Obecnie wykorzystywana jest przez myśliwych, którzy mają na niej domek myśliwski. 
Przez polanę nie prowadzi żaden szlak turystyki pieszej, ale w 2015 r. oddano do użytku trasę narciarstwa biegowego Śladami olimpijczyków z Obidowej na Turbacz. Trasa przebiega przez polanę Nalewajki, na której zamontowano tablicę informacyjną trasy. Polana znajduje się na terenach prywatnych, poza granicami Gorczańskiego Parku Narodowego. Jest niewielka i nie stanowi punktu widokowego.

## Trasa narciarska
trasa narciarska: Obidowa (leśniczówka) – dolina Lepietnicy – Podsolnisko – Nad Papiernią – Mała Polana – Nalewajki – Spalone – Gorzec – Średni Wierch – Kałużna – Solnisko – Rozdziele – Turbacz